# Isagoras (persoon)
Isagoras (Oudgrieks Ἰσαγόρας), zoon van Tisander, was een Atheens aristocraat in de late 6e eeuw v.Chr.
Hij was in Athene gebleven tijdens de tirannie van Hippias. Nadat Hippias ten val was gekomen echter, geraakte hij betrokken in een strijd om macht met Clisthenes, een medearistocraat. In 508 v.Chr. werd hij gekozen tot archon eponymos, maar Cleisthenes verzette zich tegen hem, met steun van de meerderheid van de bevolking. Isagoras verzocht steun van de Spartaanse koning Cleomenes I, een oude vriend die Isagoras eerder al gastvrijheid had verleend. Volgens Herodotus had Cleomenes ook een affaire met de vrouw van Isagoras gehad.
Cleomenes beval om Cleisthenes en de andere leden van het Alcmaeoniden uit de stad te verbannen. De aanhangers van Cleisthenes weerstonden Isagoras en Cleomenes en hielden hen voor twee dagen gevangen op de Akropolis van Athene. Op de derde dag sloten ze vrede, stonden Cleomenes en Isagoras toe te ontsnappen en executeerden 300 van de aanhangers van Isagoras. Cleisthenes keerde daarop terug naar de stad en werd archon.